# Tatjana Tot´mianina
Tatjana Iwanowna Tot´mianina, ros. Татьяна Ивановна Тотьмянина (ur. 2 listopada 1981 w Permie) – rosyjska łyżwiarka figurowa startująca w parach sportowych z Maksimem Marininem. Mistrzyni olimpijska z Turynu (2006), dwukrotna mistrzyni świata (2004, 2005), 5-krotna mistrzyni Europy (2002–2006), dwukrotna zwyciężczyni finału Grand Prix (2002, 2005) oraz 3-krotna mistrzyni Rosji. Zakończyła karierę amatorską w 2006 roku.

## Kariera
Para sportowa Tot´mianina / Marinin trenowała pod okiem trenera Olega Wasiljewa w Petersburgu. Pojawili się oni po raz pierwszy w czołówce łyżwiarzy figurowych w 2001 r., kiedy zdobyli srebrny medal na mistrzostwach Europy. Rok później zajęli już pierwsze miejsce i od tej pory zdobywają kolejne tytuły mistrzów Starego Kontynentu (2002-2006). W 2002 zdobyli pierwszy medal, srebrny, mistrzostw świata. Nie powiódł im się za to start na zawodach olimpijskich w Salt Lake City, gdzie zajęli miejsce tuż za podium. W 2003 ponownie zdobyli srebro mistrzostw świata, a w 2004 i 2005 – dwukrotnie zdobywali złoto. W sezonach 2002/2003 i 2004/2005 zajmowali również pierwsze miejsce w klasyfikacji Grand Prix.
W 2006 roku na Zimowych Igrzyskach Olimpijskich w Turynie potwierdzili swoją dominację w konkurencji par sportowych, zdobywając złoty medal olimpijski. Wygrali wówczas z dwoma parami chińskim Zhang / Zhang i Shen / Zhao. Para zakończyła karierę po igrzyskach.
Jesienią 2006 roku Tot´mianina i Marinin brali udział w rosyjskiej wersji programu Gwiazdy na lodzie.

## Osiągnięcia
Z Maksimem Marininem
| Zawody                        | 96–97          | 97–98          | 98–99          | 99–00          | 00–01          | 01–02          | 02–03          | 03–04          | 04–05          | 05–06          |                |                |                |                |                |                |                |
| Międzynarodowe                | Międzynarodowe | Międzynarodowe | Międzynarodowe | Międzynarodowe | Międzynarodowe | Międzynarodowe | Międzynarodowe | Międzynarodowe | Międzynarodowe | Międzynarodowe | Międzynarodowe | Międzynarodowe | Międzynarodowe | Międzynarodowe | Międzynarodowe | Międzynarodowe | Międzynarodowe |
| ----------------------------- | -------------- | -------------- | -------------- | -------------- | -------------- | -------------- | -------------- | -------------- | -------------- | -------------- | -------------- | -------------- | -------------- | -------------- | -------------- | -------------- | -------------- |
| Igrzyska olimpijskie          |                |                |                |                |                | 4              |                |                |                | 1              |                |                |                |                |                |                |                |
| Mistrzostwa świata            |                |                | 7              | 6              | 5              | 2              | 2              | 1              | 1              |                |                |                |                |                |                |                |                |
| Mistrzostwa Europy            |                |                | 5              | 5              | 2              | 1              | 1              | 1              | 1              | 1              |                |                |                |                |                |                |                |
| GP Finał Grand Prix           |                |                |                |                |                |                | 1              | 2              |                | 1              |                |                |                |                |                |                |                |
| GP Sparkassen Cup on Ice      |                |                |                |                | 3              |                |                |                |                |                |                |                |                |                |                |                |                |
| GP Cup of Russia              |                | 5              | 6              | 3              | 6              |                |                | 1              |                | 1              |                |                |                |                |                |                |                |
| GP Skate America              |                |                |                | 7              | 3              | 3              | 1              |                | WD             |                |                |                |                |                |                |                |                |
| GP Skate Canada International |                |                |                |                |                | 2              | 1              | 1              |                |                |                |                |                |                |                |                |                |
| GP Trophée Eric Bompard       |                |                | 5              | 2              |                | 4              | 1              | 2              |                | 1              |                |                |                |                |                |                |                |
| Memoriał Karla Schäfera       |                | 5              |                |                |                |                |                |                |                |                |                |                |                |                |                |                |                |
| Skate Israel                  |                |                | 2              |                |                |                |                |                |                |                |                |                |                |                |                |                |                |
| Krajowe                       |                |                |                |                |                |                |                |                |                |                |                |                |                |                |                |                |                |
| Mistrzostwa Rosji             | 6              | 5              | 3              | 3              | 3              | 2              | 1              | 1              | 1              | WD             |                |                |                |                |                |                |                |